# 2006年AFCチャンピオンシップゲーム
2006年AFCチャンピオンシップゲームは2006年のNFLレギュラーシーズン終了後に行われたプレーオフの試合。AFC（アメリカン・フットボール・カンファレンス）から第41回スーパーボウルに出場するチームを決定する試合で2007年1月21日にAFCプレーオフ第3シードのインディアナポリス・コルツの本拠地RCAドームで、コルツと第4シードのニューイングランド・ペイトリオッツの間で行われ、3-21とリードされたコルツが38-34で逆転勝利した。

## 試合内容

### 前半
最初の攻撃はお互いパントで終えた。先にチャンスを得たのはペイトリオッツであった。
ペイトリオッツは続くオフェンスで第4ダウンでギャンブルを行った。これがランニングバック(RB)コーリー・ディロンのロングゲインとなり、一気にフィールドゴール（FG）圏内にまで攻め込んだ。その後着実に前進し最後はRBローレンス・マロニーがファンブルしたボールをエンドゾーンでRTローガン・マンキンズがリカバー、タッチダウン。ペイトリオッツが7-0と先制した。
コルツは次のオフェンスでキッカー（K）のアダム・ビナティエリがFGを決めて7-3となった。
ペイトリオッツは次のオフェンスで敵陣34ヤードまで前進、4ダウンでFGもぎりぎり狙えるところギャンブルを選択、クォーターバック(QB)トム・ブレイディからワイドレシーバー(WR)トロイ・ブラウンへのパスが通りコルツ陣7ヤードまで進んだ。そして次のプレイでRBコーリー・ディロンが7ヤードTDランを決めて14-3とリードを広げた。
続くコルツのオフェンスではQBペイトン・マニングからWRマービン・ハリソンへのパスをコーナーバック(CB)アサンテ・サミュエルがインターセプトリターンタッチダウン。21-3となった。
その次のコルツ、ペイトリオッツの攻撃はいずれもパントに終わった。
コルツは前半残り3分6秒自陣10ヤードから始まったINDのオフェンスは2ミニッツウォーニングをはさんでマニングが冷静にパスを通し残り24秒レッドゾーンに攻め込んだところでタイムアウトを取った。その後、ドロープレーでロス、タイトエンド(TE)ダラス・クラークへのパスも失敗し残り15秒になった。3rdダウンでのWRレジー・ウェインへTDを狙ったパスも失敗4thダウンになった。このプレイではCBエリス・ホブスの足がウェインに当たった事でウェインの足がもつれたのではとコルツのヘッドコーチ、トニー・ダンジーは抗議したが、パスインターフェアレンスがあったかどうかはチャレンジの対象外であったためレビューは行われずコルツはFGを選択。21-6になった。

### 後半
後半最初のオフェンスで、コルツがランパスを織り交ぜたバランスのいい攻撃を展開、最後はマニングがQBスニークでTDを決めて21-13となった。
その次のペイトリオッツの攻撃はパントに終わり、一方コルツはQBマニングは冷静にドライブを進め第3Q残り4分、フルバック(FB)の位置についたディフェンシブタックル(DT)ダン・クレッコへのプレイアクションパスが通り21-19となった。ここで2ポイントコンバージョンが試みられマニングからハリソンへのパスが通り成功、試合は21-21の同点となった。
続いてペイトリオッツはQBブレイディからWRジャバー・ギャフニーへのタッチダウンパスで28-21とリードした。このプレイに対してコルツのHC、ダンジーはチャレンジを試みたが判定は覆らなかった。
続くコルツのオフェンスはランパスを細かく織り交ぜ第4Q残り13分24秒、RBドミニク・ローズがエンドゾーン手前でファンブルしたが、それをセンター(C)ジェフ・サタデーがリカバー、そのままタッチダウンして再び28-28の同点になった。
オフェンスラインにセットした選手が2回（ペイトリオッツのRTローガン・マンキンズとコルツのCジェフ・サタデー）タッチダウンをあげる試合はプレーオフ史上初のことであった。
その後お互い1回ずつパントを蹴った（このシリーズでマニングがパスを投げた際LTタリック・グレンのヘルメットにあたり右手の親指を痛めた）。
ペイトリオッツのオフェンスシリーズ、ブレイディのパスが連続して決まりコルツ陣深くまで攻め込んだがタッチダウンは奪えずFGを選択し31-28とペイトリオッツ3点リードとなった。
続くコルツのオフェンスは最初のプレイでTEクラークへのプレイアクションパスが通り、クラークのランアフターキャッチで一気に敵陣25ヤードのところまで攻め込んだ。しかしその後パス失敗などで結局FGを蹴り再び31-31の同点となった。
続くペイトリオッツのオフェンスは最後Kスティーブン・ゴストコウスキーが46ヤードのFGを決めて34-31となった。
その次のコルツのオフェンスはパントになった。残り時間から続くペイトリオッツのオフェンスが1回でもファーストダウンを更新すれば、試合がほぼ決定付けられる場面となった。ここでコルツのフリー・セイフティ(FS)ボブ・サンダースなど守備陣が踏ん張りペイトリオッツにファーストダウンを更新させなかった。
コルツは、残り2分17秒から始まったオフェンスで、最初にレジー・ウェインへのパスを成功、続くプレイでTEフレッチャーへのパスは失敗したが、その次のプレイでTEブライアン・フレッチャーへのロングパスが通り敵陣まで前進した。マニングはノーハドルでオフェンスを展開、WRレジー・ウェインへのパスを通し、ウェインはランアフターキャッチでボールを前進させた。ラインバッカー(LB)テディ・ブルスキがボールを掻き出すもウェインが抑えてダウンした。
このプレイでペイトリオッツの選手の手がマニングのヘルメットに当たってしまいラフィングザパサー（2006年シーズンはパスを投げたQBのヘルメットを触るだけでラフィングザパサーが適用されるように変更されていた）の反則でコルツは一気に敵陣11ヤードまで進んだ。
そこから3回連続でRBジョセフ・アダイのランプレイで時間を使い、残り1分アダイのTDランで34-38とついにコルツが逆転した。
最後のペイトリオッツのオフェンスは残り24秒でQBブレイディのパスをCBマーリン・ジャクソンがインターセプト。コルツが勝利した。
最大18点差での逆転はチャンピオンシップゲーム史上最大の逆転劇となった。